# Kingston by Ferring
Kingston – civil parish w Anglii, w hrabstwie West Sussex, w dystrykcie Arun. Leży 23 km na wschód od miasta Chichester i 82 km na południe od Londynu. W 2011 roku civil parish liczyła 625 mieszkańców.